# Janekere, Sakleshpur
Janekere là một làng thuộc tehsil Sakleshpur, huyện Hassan, bang Karnataka, Ấn Độ.